# Die Westerwaldsterne
K.V. „Die Westerwaldsterne“ Tanzcorps Blau Weiß Uckerath e.V. von 1969 (kurz „Die Westerwaldsterne“) ist ein Karnevalsverein aus Hennef (Sieg)-Uckerath.

## Geschichte
1969 schloss sich das Uckerather Tanzcorps Mir hale Pool der KG Remm Flemm an. Der Name wurde auf Blau-Weiß Mir hale Pool geändert. 1973 wurde das Tanzcorps in Karlsruhe Deutscher Vizemeister im Gemischten karnevalistischen Gardetanz. 1974 splittete sich der KV Blau-Weiß Uckerath vom Verein ab. 1976 wurde der Name Die Westerwaldsterne Vereinsname.
Durch den sechsmaligen Gewinn des Deutschen Meistertitels im Gardetanz wurden die Westerwaldsterne 1985 in das Karnevalsmuseum Kitzingen aufgenommen. Seit 1993 nimmt der Verein nicht mehr an Turnieren des BDK teil, seit 1995 besteht auch ein Jugendtanzkorps. 1998 wurden die Westerwaldsterne in die Vereinigung Muuzemändelcher e.V. „Die Kölner Karnevalisten“ aufgenommen.

## Erfolge
| Jahr | Platzierung gemischte Tanzgarde | Tanzpaar                            | Platzierung           |
| ---- | ------------------------------- | ----------------------------------- | --------------------- |
| 1973 | Deutscher Vizemeister           | Evelyn Sassen / Franz-Josef Becker  | ?                     |
| 1974 | 3. Platz                        | Evelyn Sassen / Franz-Josef Becker  | 5. Platz              |
| 1976 | Deutscher Meister               | Monika Stommel / Franz-Josef Becker | Deutscher Vizemeister |
| 1977 | Deutscher Meister               | Monika Stommel / Franz-Josef Becker | Deutscher Meister     |
| 1978 | 3. Platz                        | Monika Stommel / Franz-Josef Becker | 3. Platz              |
| 1980 | Deutscher Meister               | Romy Schmitz / Franz-Josef Becker   | 3. Platz              |
| 1981 | Deutscher Meister               | Romy Schmitz / Franz-Josef Becker   | ?                     |
| 1982 | Deutscher Meister               | Romy Schmitz / Franz-Josef Becker   | Deutscher Meister     |
| 1983 | Deutscher Meister               | Romy Schmitz / Franz-Josef Becker   | Deutscher Meister     |
| 1984 | Deutscher Meister               | Romy Schmitz / Franz-Josef Becker   | Deutscher Meister     |
| 1985 | Deutscher Meister               | ?                                   | ?                     |
| 1987 | Deutscher Vizemeister           | ?                                   | ?                     |

## Medienpräsenz
- 1977 Liveauftritt Zum Blauen Bock in Mainz
- 1981 Auftritt beim ZDF-Sonntagskonzert mit den Bläck Fööss

## Stiftung
1980 wurde von den Westerwaldsternen mit 20.000 DM eine Stiftung zum Neubau der Uckerather Friedhofskapelle gegründet.